# Adrian Knup
Adrian Knup (nacido el 2 de julio de 1968 en Liestal) es un exjugador de fútbol suizo de posición delantero.

## Carrera
Jugó para la selección de Suiza durante los años 1989 a 1996. Marcó 26 goles en 49 partidos. 2 de esos goles fueron en la Copa Mundial de Fútbol de 1994 contra Rumania donde el resultado final fue 4 a 1 a favor de los suizos.

## Carrera como comentarista
Después de terminar su carrera como futbolista se inició como comentarista en la Super Liga Suiza. En mayo de 2007, se le pidió a Knup que se convirtiera en el director técnico de la selección suiza pero lo dejó antes de la Eurocopa 2008.

## Clubes
- 1986-1988:  FC Basel
- 1988-1989:  FC Aarau
- 1989-1992:  FC Lucerne
- 1992-1994:  VfB Stuttgart
- 1994-1996:  Karlsruher SC
- 1996:  Galatasaray SK
- 1996-1998:  FC Basel

- Datos: Q116060